# FitzRoy Henry Lee
Fitzroy Henry Lee (2 janvier 1699 – 14 avril 1750) est un officier britannique de la Royal Navy qui sert également en tant que Commodore Gouverneur de la Colonie de Terre-Neuve.
Il aurait soi-disant inspiré le personnage misogyne "Aussière de Tourillon" du roman de Tobias Smollett, Les Aventures de Peregrine Pickle.

## Biographie
Il est le septième fils de Edward Lee (1er comte de Lichfield), et de Charlotte FitzRoy, fille illégitime de Charles II.
Il est né dans l'Oxfordshire, en Angleterre. Il entre dans la Royal Navy en 1716, et obtient une promotion de lieutenant en 1722. Il devient le capitaine du HMS Falkland en 1734 et est nommé gouverneur de Terre-Neuve en mai 1735.
Autour de 1746, la Marine le décharge de son commandement, sur des accusations de débauche et d'ivrognerie. Sa promotion comme contre-amiral est suspendue. Cependant, en octobre 1747, lorsqu'il revient en Angleterre, la Marine le réintégre à compter du 15 juillet 1747. Le 12 mai 1748, Lee est promu vice-amiral, mais il n'a plus de poste.
Il est décédé subitement le 14 avril 1750.